# 角干
角干，原称作舒發翰，是新羅的最高官職、宰相或國相。

## 著名的角干
据《三国史记》记载，儒理尼師今时期，初定为十七官等。金舒玄之子金庾信，新羅的角干。武烈王冊封金庾信為大角干。文武王冊封金庾信為太大角干(即最高官職)。